# Greenhalgh Castle
Koordinaten: 53° 53′ 59,3″ N, 2° 45′ 41,7″ W

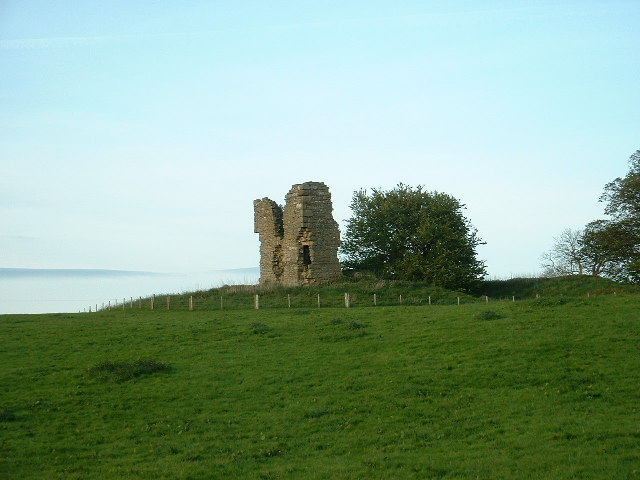
Die Ruine von Greenhalgh Castle

Greenhalgh Castle war eine Festung in der Nähe von Garstang in Lancashire, England. 
Thomas Stanley, der die Burg baute, unterstützte Heinrich VII. zuerst am 22. August 1485 in der Schlacht von Bosworth. Der Streit um den englischen Thron war mit dieser Schlacht aber noch nicht entschieden. 1487 gab es einen Versuch Heinrich VII. abzusetzen. Die Aufständischen versammelten sich in Irland und setzten von dort nach Lancashire in England über. Sie fanden Unterstützung durch Sir Thomas Broughton, Sir Thomas Pilkington, Robert Hilton und James Harrington, die Landbesitz in Lancashire hatten und nahmen so auch den Ort Garstang für sich ein. In der Schlacht von Stoke schlugen Truppen unter der Führung des Königs und Truppen unter der Führung von Thomas Stanley die Aufständischen am 16. Juni 1487. Einige der Aufrührer wurden danach in Garstang hingerichtet. Heinrich VII beschlagnahmte aber auch große Ländereien der Aufständischen in Lancashire, die er Thomas Stanley als Dank für dessen Unterstützung übertrug. Um diesen neuen Besitz verteidigen und überwachen zu können, gewährte der König am 2. August 1490 Stanley das Privileg die Festung Greenhalgh bei Garstang anzulegen.
Auch der 7. Earl of Derby Earl James war ein Unterstützer des Königs im Englischen Bürgerkrieg. Ende 1644 hatten die Truppen der Republikaner Lancashire mit der Ausnahme von Lathom House und Greenhalgh Castle, die beide dem Earl of Derby gehörten, unter ihrer Kontrolle. Die Belagerung Greenhalgh Castles endete nach zwei Jahren im Mai 1645 als den Belagerten zugesichert wurde, dass sie unversehrt in ihre Heimatorte zurückkehren dürften. Die Republikaner schleiften daraufhin die Festung, damit sich ein derartiger Vorgang nicht noch einmal wiederholen konnte.
Die Ruinen der Festung, die nur noch aus den Resten eines der ursprünglich vier Türme besteht, sind heute noch bei Garstang sichtbar.